# Крёстный отец (рестлер)
Ча́рльз Ра́йт (англ. Charles Wright, род. 16 мая 1961, Лас-Вегас, Невада) — американский рестлер. Он наиболее известен по своей работе в World Wrestling Federation в 1990-х и начале 2000-х годов, где сменил несколько образов; наиболее известными были Па́па Ша́нго, Ка́ма, Ка́ма Муста́фа и Крёстный оте́ц.
Среди прочих заслуг Райт — двукратный объединенный чемпион мира USWA в тяжёлом весе, интерконтинентальный чемпион WWF и командный чемпион WWF (с Буллом Бьюкененом). Райт был введен в Зал славы WWE 2 апреля 2016 года в образе Крёстного отца.

## Карьера в рестлинге

### Ранняя карьера (1989—1991)
Райт впервые пришел в рестлинг после того, как его заметили рестлеры, обслуживавшие бар во время съемок фильма «Изо всех сил». Рестлеры дали ему совет, что с его крупным телосложением и татуированной внешностью ему стоит попробовать обратиться к Ларри Шарпу и его «Фабрике монстров», чтобы попасть в бизнес. В конце концов Райт получил работу у Джерри Лоулера в United States Wrestling Association (USWA) в том образе, который дали ему рестлеры из бара, и взял себе имя Соултейкер, взятое из одной из татуировок на его руке. Даже с его ограниченным набором навыков, 23 октября 1989 года он выиграл объединенный титул чемпиона мира USWA в тяжёлом весе и удерживал его около двух недель.
Во время своей работы в USWA он также гастролировал в New Japan Pro-Wrestling в 1990 году.

### World Wrestling Federation

#### Ранние появления (1991—1992)
После недолгих выступлений в Японии и других американских независимых промоушенах Райт по предложению своего друга Гробовщика был приглашен в World Wrestling Federation (WWF). Свое первое появление он совершил 28 мая 1991 года на записи WWF Superstars of Wrestling в Тусоне, Аризона. Райт выступал короткое время на домашних шоу под именем Сэр Чарльз — это было обыгрыванием его настоящего имени и прозвища игрока Национальной баскетбольной ассоциации Чарльза Баркли. Этот персонаж практически не использовался и не развивался, и даже рассказывая о нем позже, Райт помнит только, что выходил на ринг в одежде, купленной у другого рестлера.

#### Папа Шанго (1992—1993)
В январе 1992 года он был вновь представлен как Папа Шанго, практикующий вуду, внешностью напоминающий лоа Барона Субботу и вдохновленный персонажем фильма «Живи и дай умереть». Персонаж дебютировал на выпуске Superstars от 8 февраля 1992 года, победив Дейла Вулфа.
Персонаж проносил на ринг череп, пускающий дым, мог управлять освещением арены, что позволяло устраивать странные события на ринге, а позже мог произносить заклинания, причиняя противникам боль и вызывая у них рвоту на расстоянии. Шанго почти сразу оказался в центре внимания, вмешавшись в бой Халка Хогана против Сида Джастиса на WrestleMania VIII.
Персонаж Папа Шанго подвергся осуждению со стороны фанатов, он был признан худшим образом и самым позорным рестлером по версии Wrestling Observer Newsletter за 1992 год. Фин Мартин из журнала Power Slam в статье 2013 года написал: «Шанго и его проклятия были полным позором. Фанаты громко выдыхали каждый раз, когда он появлялся на экране. Шанго провалился, и вполне заслуженно». Брет Харт сообщил, что руководителю WWF Пату Паттерсону не понравился этот образ, и он был ответственен за его прекращение.

### Возвращение в USWA (1993—1994)
В то время, когда Райт выступал в WWF под именем Папа Шанго, WWF заключила рабочее соглашение с USWA. В рамках этого соглашения Папа Шанго был отправлен выступать в USWA, где он во второй раз выиграл объединенный титул чемпиона мира USWA в тяжёлом весе. Выигрыш титула очень расстроил его, так как он считал, что это было сделано только для того, чтобы продать его преимущественно чернокожей публике, и после жалобы руководству он уступил пояс Оуэну Харту. Вскоре после этого он покинул компанию и вернулся к работе барменом.

### Возвращение в WWF (1994—1996)

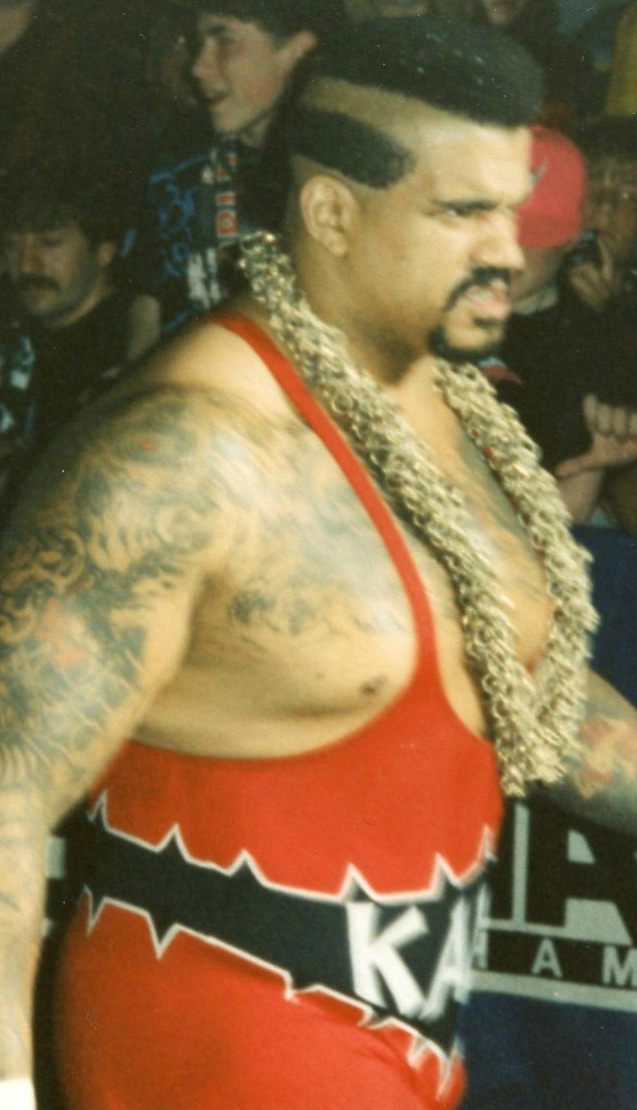
В 1994 году Райт вернулся в WWF под новым персонажем Кама

Осенью 1994 года ходили слухи, что персонаж Папа Шанго будет возвращен для участия в сюжетной линии с участием Боба Бэклунда, где вудуистские заклинания Шанго объяснили бы злодейское поведение Бэклунда. Это не было реализовано. В конце концов, Райт вернулся в WWF в начале 1995 года под именем Кама «Высшая боевая машина», рестлера, вдохновленного бойцом Ultimate Fighting Championship Кимо Леопольдо. Вскоре после своего дебюта он присоединился к группировке Теда Дибиаси «Корпорация на миллион долларов». Он сразу же стал участником вражды с Гробовщиком, украв его урну на апрельской WrestleMania XI, затем переплавил ее и сделал из нее ожерелье, а затем вернул ее ему на августовском SummerSlam. Осенью 1995 года он был снят с телевидения, а после появления в матче «Королевская битва» Райт снова покинул компанию. Вскоре после своего ухода Райт дал устное согласие присоединиться к World Championship Wrestling, чтобы стать силовиком для «Нового мирового порядка», но после разговора с Роном Симмонсом решил не переходить в WCW.

### Второе возвращение в WWF/E

#### «Нация доминации» (1997—1998)
Райта попросили вернуться в 1997 году, причем первоначально планировалось, что он возродит персонажа Папа Шанго. Он вернулся под именем Кама, теперь его называли полным именем Кама Мустафа. Он был объявлен первым членом группировки Фаарука «Нация доминации». На Raw от 16 июня Мустафа и Фаарук победили Ахмеда Джонсона и Гробовщика. Мустафа становился все более известным как «Крестный отец Нации», что в итоге стало его официальным именем в середине 1998 года. Он поддерживал «Нацию», когда Рокки Майвия стал ее лидером вскоре после WrestleMania XIV. Он поддерживал Майвию, Марка Генри, Ди’Ло Брауна, а затем Оуэна Харта, который присоединился к группировке в начале мая 1998 года.
В 1998 году Крестный отец (известный в реальной жизни как крепкий человек) участвовал в турнире WWF Brawl for All, который был строго добровольным соревнованием по боксу/шутфайтингу, в котором победил Барт Ганн.

#### Интерконтинентальный чемпион (1998—2000)
После распада «Нации доминации» Райт добился наибольшего успеха в компании под очень популярным образом Крестного отца. Персонаж Крестного отца был постоянно окружен «шлюхами» — в действительности девушками из местных стриптиз-клубов, хотя некоторые из них были рестлерами (Айвори, Виктория и Лита были самыми известными рестлерами, игравшими эту роль). Он предлагал своим противникам право использовать этих девушек в «любых целях», если они сдадут ему матч. Этот образ очень понравился зрителям, и 12 апреля 1999 года в эпизоде Raw Is War он победил Голдаста в борьбе за титул интерконтинентального чемпиона WWF. Он был запланированным противником Оуэна Харта в матче за титул на шоу Over the Edge; Харт был смертельно ранен во время трюка в прямом эфире до начала матча. Крестный отец должен был проиграть титул персонажу Харта, Блю Блейзеру, в тот вечер. Вместо этого через неделю Крестный отец проиграл титул партнеру Харта по команде — Джеффу Джарретту. В эпизоде SmackDown! от 16 марта 2000 года он одержал самую большую победу в своей карьере, победив чемпиона WWF Трипла Эйч, благодаря вмешательству Шейна Макмэна и Биг Шоу.

#### Right to Censor (2000—2001)
На эпизоде Raw от 24 июля Крестный отец встретился в матче с Буллом Бьюкененом, членом ультраконсервативной группировки Стивена Ричардса Right to Censor, в котором он согласился отказаться от сутенерства, если проиграет. Бьюкенен победил Крестного отца, который сразу же присоединился к группировки и отказался от своих прежних привычек. Он стал одеваться в белую рубашку и галстук и стал известен как Папочка (англ. The Goodfather).

## Личная жизнь
Райт учился в Университете Невады, где был атакующим защитником в футбольной команде. После ухода из рестлинга Райт переехал в Лас-Вегас, где управлял стрип-клубом Cheetah’s. В сентябре 2000 года он женился на Дениз Райт, у них четверо совместных детей. Ранее он был женат 2 раза.

## Титулы и достижения
- Pro Wrestling Illustrated
  - № 61 в топ 500 рестлеров в рейтинге PWI 500 в 1999 году[19]
- United States Wrestling Association
  - Объединенный чемпион мира USWA в тяжёлом весе (2 раза)[3]
- Vendetta Pro Wrestling
  - Премия «Вендетти» за лучшую приглашенную звезду года — с Чаво Герреро-старшим и Чаво Герреро-младшим (2014)[20]
- World Wrestling Federation/WWE
  - Интерконтинентальный чемпион WWF (1 раз)[13][21]
  - Командный чемпион WWF (1 раз) — с Буллом Бьюкененом[22]
  - Зал славы WWE (2016)[23]
- Wrestling Observer Newsletter
  - Худший образ (1992) — Папа Шанго
  - Худшая вражда года (1992) пр. Последнего воина
  - Самый позорный рестлер (1992)